# Aelius Stilo
Lucius Ælius Stilo (dit aussi Lucius Ælius Stilo Præconinus), en français Élius Stilon, né à Lanuvium (dans le Latium, aujourd'hui en Italie) vers 154 av. J.-C. — mort à Rome en 74 av. J.-C., est un grammairien romain.

## Biographie
Ce chevalier stoïcien partage sa vie à Rome entre l'enseignement (il est maître de Varron et de Cicéron) et la philologie, science qu'il inaugure.
Son œuvre est aujourd'hui presque entièrement disparue. Il est l'auteur des commentaires sur le chant des Saliens et sur la loi des Douze Tables, ainsi que d'une étude sur Plaute.